# Zemeljski plin
Zêmeljski (tudi zémeljski) plín je plinasto fosilno gorivo. Glavna sestavina je metan, sicer pa je sestava odvisna od nahajališča. Nahaja se pod zemljo, običajno skupaj z nafto, saj tudi nastaja na podoben način kot nafta. 
Zemeljski plin je najčistejše fosilno gorivo z najmanjšo emisijo CO2 pri zgorevanju, je vsestransko uporaben in v primerjavi z drugimi fosilnimi gorivi energijsko učinkovit. Za označevanje imena se uporabljata tudi kratici "ZP" (slovensko) in "NG" (angleško »natural gas«).

## Raba
Zemeljski plin je vsestransko uporaben. Kot surovina je zelo pomemben za pripravo sintetičnih gnojil. V industriji se kot energent uporablja za doseganje visokih procesnih temperatur, npr. pri pridelavi stekla in žganju keramike ali za pripravo tehnološke pare. 
Po domovih se uporablja kot energent za kuhanje, ogrevanje stavb in priprave tople sanitarne vode. 

## Osnovni tehnični podatki o zemeljskem plinu
- Zgornja kalorična vrednost: od 36.000 do 40.000 (kJ/Sm3)
- Wobejevo število: od 48 do 52 (MJ/Sm3)
- Gostota: od 0,6 do 0,8 (kg/Sm3)
- Relativna gostota: od 0,54 do 0,59 (zrak = 1)

## Sestava
Zemeljski plin je zmes plinastih ogljikovodikov. Točna sestava je odvisna od nahajališča. Glavna sestavina je v vseh primerih metan. Navadno so prisotne tudi večje količine višjih ogljikovodikov, kot so etan, propan, butan in eten.
Pomembni sestavini sta tudi žveplovodik in ogljikov dioksid. Žveplovodik odstranijo s postopkom, imenovanim razžveplanje, ogljikov dioksid pa odstranijo kar v zrak. Zelo cenjen je zemeljski plin, ki vsebuje večje količine helija. Vsebuje ga lahko do 7 odstotkov; ti zemeljski plini predstavljajo glavni vir pridobivanja helija. Redna sestavina zemeljskega plina je tudi dušik, ki znižuje uporabnost plina, saj niža kurilno vrednost in pri izgorevanju tvori dušikove okside.
Pred oddajo naravnega zemeljskega plina v omrežje je treba odstraniti nekatere sestavine, predvsem višje ogljikovodike, vodo in tudi žveplo. Višji ogljikovodiki propan in butan se tržijo kot »utekočinjeni naftni plin« (UNP).
Utekočinjeni naftni plin (UNP), z angleško kratico LPG, je treba razločevati od utekočinjenega zemeljskega plina (UZP), z angleško kratico LNG.
Pri utekočinjanju zemeljskega plina, za kar ga je treba shladiti pod −161.6°C (111.55 K) (vrelišče metana), se druge sestavine bodisi utekočinijo prej ali (v primeru dušika) ostanejo v plinasti obliki, zato jih je lahko odstraniti. Utekočinjen zemeljski plin je zaradi tega skoraj čisti metan.

## Nastanek
Zemeljski plin nastaja po podobni poti kot nafta in zato ju običajno nahajamo skupaj. Nastaja pod vplivom visokih tlakov iz odmrlih mikroorganizmov, alg in planktona, ki so se v nekdanjih morjih posedli na morsko dno in so jih prekrile neprepustne plasti materiala. S pomočjo kemičnih procesov je iz teh organizmov nastal zemeljski plin.
Zemeljski plin so prvič odkrili leta 1844 na območju dunajskega kolodvora Wiener Ostbahnhoff.

## Lastnosti
Zemeljski plin je nestrupen, vnetljiv, brezbarven plin, ki se vname pri temperaturi okoli 600 °C. Je lažji od zraka. Da zgori 1 m³ zemeljskega plina, je potrebnih 10 m³ zraka. Ker je načeloma brez vonja, mu velikokrat dodajajo majhne količine vonljive snovi, da lažje zaznamo morebitno prisotnost zemeljskega plina v prostoru. Običajno uporabljene vonljive snovi, ki jih dodajajo zemeljskem plinu so tioetri in tioli.
Za zgorevanje so primerne vse sestave zemeljskega plina, vendar morajo biti zgorevalne naprave prilagojene. V povezanem plinskem omrežju, kot je sedanje evropsko, se plin iz različnih virov meša, zato mora biti sestava ustaljena. V Sloveniji uporabljamo plin z visokim deležem metana (okoli 98 %) in (spodnjo) kurilnostjo okoli 34,1 MJ/Sm3. Zemeljski plin, ki ga uporabljajo v gospodinjstvih na Nizozemskem, pa vsebuje 13,5 % dušika (prostorninski oziroma molski delež) in 1 % ogljikovega dioksida. Kurilnost tega plina je 31,9 MJ/Sm3. Ta sestava izhaja iz največjega nizozemskega vira, plinskega polja Groningen. Na Nizozemskem imajo ponekod podvojeno plinsko omrežje, ločeno za visokokalorični plin (iz nekaterih polj in uvoza) in ločeno za nizkokalorični groningenski plin.

## Zanimivosti
Največji porabnik zemeljskega plina v svetu so ZDA, ki s 652 mrd mm3 letne porabe dosegajo 22 % delež svetovne porabe. Po porabi zemeljskega plina sledijo Rusija (438 mrd mm3, 15 %), Iran (112 mrd mm3, 4 %) in Kanada (94 mrd mm3, 3 %).
Za Rusko Federacijo največ zemeljskega plina v Evropi porabijo v Združenem kraljestvu (91 mrd mm3 letne porabe), sledita Nemčija (83 mrd mm3) in Italija (77 mrd mm3). Za primerjavo-letna poraba zemeljskega plina v Sloveniji znaša približno 1,1 mrd mm3.
Ruska Federacija ima s 44.650 mrd mm3 tudi največje dokazane zaloge zemeljskega plina na svetu. V Evropi ima poleg Ruske Federacije največje zaloge Norveška (2.670 mrd mm3). Strokovnjaki ocenjujejo, da so svetovne zaloge zemeljskega plina zadostne še za 80 let porabe.

## Zelena energija
Svet si danes prizadeva za zmanjševanje emisij ogljikovega dioksida in toplogrednih plinov v ozračje, ki sta cilj Kjotskega protokola in zaveze Evropske unije za 20 % zmanjšanje emisij ogljikovega dioksida. Nekateri menijo, da širjenje uporabe zemeljskega plina kot »zelenega energenta« lahko prispeva k doseganju okoljevarstvenih ciljev, čeprav za kaj takega ni znanstvene osnove. Zemeljski plin namreč ni obnovljivi vir energije in nima nevtralne emisije ogljikovega dioksida, kot je to na primer pri lesni biomasi, kjer se izpust ogljikovega dioksida kompenzira na način, da se v enaki količini absorbira pri rasti gozda.